# 이영달
이영달(1942년 2월 24일 ~ 2001년 1월 5일)은 대한민국의 성우이다.
1959년 연극배우 첫 데뷔 후 1965년 MBC에 성우로 입사했다. MBC 성우 2기 출신이고, 문화방송 성우극회 소속이었다. 2001년에 병으로 일찍 유명을 달리했다.

## 주요 출연작

### 애니메이션
- 별나라 요술공주 (KBS)
- 타이거마스크 (KBS) - 미스터X
- 태풍소년 (KBS) - 강태풍
- 은하철도 999 (MBC) - 파우스트 / 에드몬드
- 영혼기병 라젠카 (MBC) - 페레스
- 핑크 팬더 (MBC)
- 개구쟁이 죠디 (MBC)
- 사파이어 왕자 (MBC)
- 목장의 소녀 캐트리 (MBC)
- 유령대소동 (MBC)
- 귀염둥이 친구들 (MBC)
- 우주용사 다이노서 (MBC)
- 톰 소여의 모험 (MBC) - 도빈슨
- 키다리 아저씨 (MBC)
- 어린이 명작동화 (MBC)
- 걸리버 여행기 (MBC)
- 도전자 허리케인 (MBC) - 사범
- 그림명작동화 (MBC)
- 금발의 제니 (MBC)
- 천년여왕 (MBC)
- 슈퍼 특공대 (MBC)
- 들장미 소녀 캔디 (MBC) - 어른 닐
- 우주보안관 장고 (MBC) - 클레이튼
- 마이티마우스 (MBC) - 스와니
- 컴퓨터 형사 가제트 (MBC)
- 슈퍼K (MBC)
- 피그마리오 (MBC)
- 로봇수사대 K캅스 (MBC) - 박사 / 생체병기 파일럿
- 마르코 폴로의 모험 (MBC) - 쿠빌라이 칸
- 용감한 죠리 (MBC)
- 요술천사 꽃분이 (MBC)
- 그로이저X (MBC)
- 서부소년 차돌이 (MBC)
- 출격 로보텍 (SBS) - 글로벌 함장

### 애니메이션 영화
- 머털도사 (MBC)
- 머털도사와 또매 (MBC) - 또매 아버지
- 흙꼭두 장군 (MBC)
- 장독대 (MBC) - 문화회관 주인
- 우주 불새 (MBC) - 이튼
- 오로라공주와 손오공 (MBC) - 저팔계

### 영화
- 프렌지 (MBC) - 스페어맨(마이클 베이츠)
- 게릴라 (MBC)
- 공군대전략 (MBC)
- 그렘린 (MBC)
  - 그렘린 2 (MBC)
- 금옥만당 (MBC) - 심사의원(당가)
- 나는 결백하다 (MBC) - 베타니(찰스 바넬)
- 누가 로저 래빗을 모함했나(MBC) - 마룬(앨런 틸번)
- 디어 헌터 (MBC)
- 더티 해리 4 - 써든 임팩트 (MBC)
- 레비아탄 (MBC) - 톰슨(리처드 크레나)
- 리썰 웨폰 3 (MBC) - 머피 과장(스티브 카핸) / 에디(노먼 D. 윌슨)
- 해리슨 포드의 정글 대탐험 (KBS)
- 붉은 가마 (MBC)
- 비각칠 2 (SBS) - 사장(비로김)
- 이연걸의 정무문 (MBC)
- 삼손과 데릴라 (MBC)
- 소돔과 고모라 (MBC) - 나쿠르(알도 실바니)
- 속 48시간 (SBS)
- 스타워즈 에피소드 5: 제국의 역습 (MBC) - 펠퍼틴 황제(클라이브 레빌)
- 써든 데스 (MBC) - 주방장(폴 모크닉)
- 아수라(SBS) - 외국인
- 언터처블 (MBC) - 재판장(안소니 모커스)
- 의혹 (MBC) - 레이먼드 (브라이언 데니히)
- 절망속에 핀 사랑 (MBC) - 블룸 소위(찰스 시오피)
- 제5원소 (SBS)
- 지붕위의 기병 (MBC)
- 차이나 레이크 살인사건 (MBC)
- 총잡이 링고 (MBC) - 산초의 동료(두치오 테사리)
- 최가박당 (MBC)
- 코브라 (MBC) - 시어즈 (아트 라플로어)
- 퀘스트 (MBC)
- 크루얼 죠스 (MBC)
- 허리케인 (MBC) - 신부(C. 오브리 스미스)
- 황비홍 6 (MBC)
- 흑인 오르페 (MBC) - 상인(모데스투 드 수자)

### 외화
- 맥가이버 (MBC) - 맥가이버의 할아버지 (존 앤더슨)
- 컴퓨터 인간 맥스 (MBC) - 조지 코

### TV 드라마
- 제1공화국 (MBC) - 김약수, 이재학 역
- 사랑과 야망 (MBC) - 아버지 역